# Jack McGrath
John James "Jack" McGrath (Los Angeles, Californië, 8 oktober 1919 - Phoenix, Arizona, 6 november 1955) was een Amerikaans Formule 1-coureur. Hij reed de Indianapolis 500 van 1948, 1949, 1950, 1951, 1952, 1953, 1954 en 1955, waarin hij 1 pole position, 1 snelste ronde, 2 podia en 9 punten scoorde. Hij verongelukte in de laatste race van de California Roadster Association van 1955.